# آرتور جفری
آرتور جفری (به انگلیسی: Arthur Jeffery) (متولد ۱۸ اکتبر ۱۸۹۲ در ملبورن - درگذشت ۲ اوت ۱۹۵۹ در میلفورد جنوبی، نوا اسکوشیا، کانادا) استاد استرالیایی زبان‌های سامی از سال 1921 در مدرسه خاورشناسی قاهره و از سال 1938 تا زمان مرگ در دانشگاه کلمبیا و اتحادیه مدارس دینی شهر نیویورک بود. او نویسنده آثار گسترده‌ای دربارهٔ نسخه‌های خطی در خاورمیانه است. او نویسنده اثر مهم «وام‌واژه‌های قرآن» است که ردپای ۳۱۸ لغت خارجی (غیر عربی) را در قرآن را رهگیری کرده.

## زندگی‌نامه
وی ابتدا کشیش کلیسای مِتُدیست شد و در دانشگاه مِلبورن به تحصیل پرداخت. خدمت سربازی‌اش را در جنگ جهانی اول (۱۹۱۴–۱۹۱۸) در هند گذراند و هم‌زمان در آنجا به تدریس در کالج مسیحی شهر مدراس مشغول شد. در سال 1921 مرکز مطالعات زبان وابسته به هیئت تبشیری آمریکایی در قاهره توسعه یافت و با عنوان مدرسه مطالعات شرقی، زیرنظر دانشگاه آمریکایی قاهره، به فعالیت پرداخت. چارلز واتسون، رئیس این دانشگاه، جفری را به همکاری با این نهاد تازه تأسیس دعوت کرد و این امر به اقامت جفری در قاهره انجامید.
جفری تحصیلات خود را در دانشگاه ادینبورو ادامه داد و در 1929 موفق به اخذ درجه دکتری شد. او در 1938 به کلمبیا رفت در سمت رئیس و استاد دانشکده زبان‌های خاورمیانه و خاور نزدیک در دانشگاه کلمبیا، سپری نمود و در 1959 درگذشت.

## پژوهش‌ها
پژوهشهای جفری را، بر اساس موضوع، می‌توان به چهار دسته کلی تقسیم کرد: پژوهشهای قرآنی، مطالعاتی درباره سیره پیامبر اسلام، مقالاتی درباره رابطه اسلام و مسیحیت، و ترجمه متون اسلامی به انگلیسی. ظاهراً علاقه‌مندی جفری به مطالعات قرآنی به‌سبب معاشرت وی با گوتهلف برگشترسر بوده‌است. در سال 1927 برگشترسر و جفری تصمیم گرفتند قرآنی حاوی تمام قرائات چاپ کنند. به این منظور به گردآوری و بررسی نسخه‌های کهن قرآن، جستجو در کتابهای معتبر قرائات و استخراج قرائات گوناگون قرآنی پرداختند. مرگ برگشترسر در 1933 این طرح را متوقف کرد. مقالاتی که جفری در این دوره و با چنین هدفی تألیف کرده‌است، عبارت‌اند از: «قرائات ابن‌مِقْسَم»، «قرائات زیدبن علی» و «چند قرائت دیگر زیدبن علی». وی در این مقالات به گردآوری برخی قرائات پرداخته‌است. جفری در ادامه این فعالیت‌ها، کتاب المَصاحِف ابوبکر عبداللّه‌بن سلیمان سجستانی را تصحیح و با مطالبی درباره مَصاحِف کهن مندرج در متون تفسیری، در رساله «منابعی برای تاریخ قرآن (انگلیسی: Materials for the History of the Text of the Qur'an: The Old Codices) چاپ کرد. او منابعی را که در بازسازی مصاحف کهن از آن‌ها استفاده نموده، معرفی کرده‌است. در ادامه، وی به بررسی مصحف سمرقند پرداخت و موارد اختلاف کتابت این نسخه را با مصحف عثمانی برشمرد. از مسائل مورد علاقه خاورشناسان این دوره، گردآوری روایات و اخبار تاریخی مدعی نقصان قرآن بود، چنان‌که نولدکه گزارش‌هایی از این دست را جمع کرده‌است. یکی از متون موردتوجه آنان در این باره، کتاب فضائل القرآنِ ابوعبید قاسم‌بن سلاّم هروی است. اوتو پرتزل جفری را با نسخه خطی این کتاب در کتابخانه برلین آشنا کرد و جفری بخشی از این کتاب را با عنوان «بابُ ما رُفِعَ مِنَ الْقُرآن بَعدَ نُزولِه و لَمْ یثْبُت فی المَصاحِفِ» به انگلیسی ترجمه نمود. در ادامه چنین رویکردی، او مقاله «متنی متفاوت از سوره فاتحه» را نگاشت و ادعا کرد که سوره فاتحه در ابتدا جزو قرآن نبوده و تنها به عنوان دعایی به هنگام تلاوت قرآن خوانده می‌شده، اما بعدها جزئی از قرآن تلقی شده‌است. در این مقاله، جفری متنی مشابه سوره فاتحه را به نقل از کتاب تذکرة الائمه محمد باقر بن محمد تقی لاهیجی، با انتساب نادرست آن به محمدباقر مجلسی و منبعی که هویت آن را به نحو دقیق بیان نکرده، آورده‌است. با آنکه سستی عبارات این متن عربی کاملاً واضح است، جفری هیچ اشاره‌ای به این مطلب نکرده‌است.

### وام‌واژه‌های قرآن
کتاب «وام‌واژه‌های قرآن» اغلب با همان رویکرد نقد تاریخی متون مذهبی یهودیت و مسیحیت و با این تلقی که قرآن در فرآیندی تاریخی تدوین شده‌است، قرآن را بررسی کرده‌اند. در پی چنین رویکردی، این پرسش برای آنان مطرح شده که مطالب موجود در قرآن، اعم از اطلاعات یهودی و مسیحی، روایات عهدین و مطالب مشابه در ادبیات مسیحیت و یهودیت از کجا آمده و تا چه حد متأثر از فرهنگ یهودی یا مسیحی بوده‌است. توجه خاورشناسان به موضوع واژه‌های دخیل از اواخر قرن سیزدهم‌/ نوزدهم آغاز شد و تحقیقات اولیه را در این زمینه فرانکل، رودلف دوورژاک، آلفونس مینگانا و یوزف هوروویتس انجام دادند. اهمیت کتاب جفری در مقایسه با تحقیقات پیش از خود، در بهره‌گیری کامل‌تر از منابع و جامعیت آن در زمان تألیف است، هر چند با توجه به پژوهش‌ها و یافته‌های اخیر، به نظر می‌رسد که کتاب جفری نیاز به بازنگری دارد. جفری در مقدمه مفصّل خود بر این کتاب، سیری از پیدایش این بحث را به همراه آرای عالمان مسلمان در این باره آورده‌است.

### دیگر پژوهش‌ها
جفری در حوزه تحقیق متون کهن اسلامی، علاوه بر کتاب المصاحف، مقدمه تفسیر المبانی فی نظم المعانی را که متعلق به مؤلفی ناشناخته در قرن پنجم است، همراه با مقدمه تفسیر ابن‌عَطیه المحرّر الوجیز، در مجموعه‌ای با نام مقدمتان فی علوم القرآن به چاپ رساند.
دیگر مقالات قرآنی جفری عبارت‌اند از: «وضع فعلی مطالعات قرآنی»، «قرآن به مثابه کتاب آسمانی»، «تاریخ متن قرآن» و دو مقاله درباره تفسیر الهدایه و العرفان فی تفسیر القرآن بالقرآن، نوشته عالم مصری، محمد ابوزید.
جفری در حوزه مطالعات سیره، چند مقاله درباره زندگانی پیامبر با عناوین «آیا محمد (ص) از کودکی پیامبر بود؟»، «تأملی در تاریخی بودن پیامبر اسلام» و «مسیحیان در مکه» و همچنین کتابی با نام اسلام، محمد و دین او نوشته‌است. او درباره رابطه اسلام و مسیحیت سه مقاله با عناوین «کتاب گرگوری تاتئو بر ضد مسلمانان»، «مجموعه‌ای از کتابها و جزوات نقد مسیحیت مورداستفاده مسلمانان قاهره» و «ادبیات نقد مسیحیت» نوشت. در حوزه ترجمه متون، وی ترجمه کتاب شجرة الکون ابن‌عربی را در دو مقاله به چاپ رساند که بعدها متن کامل این ترجمه در 1962 در لاهور به صورت کتاب منتشر شد. کتاب مهم او در این حوزه، «گزیده‌ای درباره اسلام» است که مجموعه‌ای متنوع از فرهنگ و معارف اسلامی شامل قرآن، حدیث، فقه، سیره، کلام و تصوف است.
در سال‌های اخیر، برخی از مقالات جفری تجدیدچاپ شده‌است. رودی پارت در کتاب قرآن، که حاوی مقالات قرآنی خاورشناسان است، مقاله «پیشرفت در مطالعه قرآن» وی را به چاپ رسانده‌است. برخی از پژوهشهای وی نیز در کتاب خاستگاه‌های قرآن نوشته فردی با نام مستعار ابن‌وراق آمده‌است.
از میان تألیفات جفری، کتاب واژه‌های دخیل در قرآن مجید (تهران ۱۳۷۲ ش) او با ترجمه فریدون بدره‌ای به چاپ رسیده‌است.

## آثار
- The Textual History of the Qur'an
- The Mystic Letters of the Koran
- A Variant Text of the Fatiha
- The Orthography of the Samarqand Codex
- Materials for the History of the Text of the Qur'an
- The Foreign Vocabulary of the Qur'an
- A Reader on Islam